# Solenopsis parabiotica
Solenopsis parabiotica är en myrart som beskrevs av Weber 1943. Solenopsis parabiotica ingår i släktet eldmyror, och familjen myror. Inga underarter finns listade i Catalogue of Life.